# Dysgonia coreana
Dysgonia coreana är en fjärilsart som beskrevs av John Henry Leech. Dysgonia coreana ingår i släktet Dysgonia och familjen nattflyn. Inga underarter finns listade i Catalogue of Life.